# ベン・シドラン
ベン・シドラン（Ben Sidran）は、アメリカ合衆国のジャズおよびロックの鍵盤奏者、音楽プロデューサー、レーベル運営者にして音楽分野の文筆家。活動初期にはスティーヴ・ミラー・バンドに参加。息子のレオ・シドランもグラミー賞にノミネートされたミュージシャンで作曲家 。

## 経歴
1943年8月14日にアメリカ合衆国イリノイ州シカゴで生まれ、ウィスコンシン州ラシーンで育つ。1961年に入学したウィスコンシン大学マディソン校で、スティーヴ・ミラーとボズ・スキャッグスも在籍していたアーデルズに加入。ミラーとスキャッグスが西海岸に移った際にも英文学の学位を取得するためにウィスコンシンに留まり、1966年に卒業。次いでイギリスのサセックス大学に入学し、博士号を取得した。イングランド滞在中は、セッション・ミュージシャンとしてエリック・クラプトン、ローリング・ストーンズ、ピーター・フランプトン、チャーリー・ワッツらと共演した。
1971年にウィスコンシン州に戻り、以降は同州のマディソンを拠点とする。大学教員として音楽ビジネスの講座を担当し、1981年からラジオのNPRやテレビのVH1などの番組でホストを務めた。
ミュージシャンおよび音楽プロデューサーとして、自身の名義で35を超える作品を発表している。
1990年にはレーベル「ゴー・ジャズ (Go Jazz)」を設立し、フィル・アップチャーチやジョージィ・フェイム、リッキー・ピーターソンらの作品を送り出すとともに、自身のルーツであるユダヤの音楽を取り上げた『Life's A Lesson』を含め数作を発表した。2003年以降はナーディス・レコード (Nardis Records)を主宰する。
著書として、アメリカの黒人音楽を社会学的に記述した『Black Talk』や、自身の音楽活動を詳細に振り返った回顧録『A Life in the Music』、ジャズ・ミュージシャンへのインタビュー集『Talking Jazz』がある。そのほか、『There Was a Fire: Jews, Music & The American Dream』は20世紀アメリカのポピュラー音楽へのユダヤ人の貢献を文化史として記録したもので、2012年の全米ユダヤ図書賞の候補となった。近著にプロデューサーのトミー・リピューマの伝記（邦訳）がある。
『Talking Jazz』には24枚組のCDボックスセット版もあり、NPRの番組「Sidran on Record」での5年にわたるマイルス・デイヴィス、アート・ブレイキーら60人のジャズミュージシャンとの会話を収録してある。80ページの冊子が付属し、作家や評論家、ミュージシャンのエッセイとリー・タナーの古典的な写真を掲載している。

## ディスコグラフィ

### アルバム
- 『夢の世界』 - Feel Your Groove (1970年、Capitol)
- 『アイ・リード・ア・ライフ』（『人生の路』） - I Lead a Life (1977年1月1日、日本コロムビア)
- 『プラネット・アース』 - Puttin' in Time on Planet Earth (1978年1月1日、日本コロムビア)
- 『ドント・レット・ゴー』 - Don't Let Go (1974年、Blue Thumb)
- 『フリー・イン・アメリカ』 - Free in America (1975年、Arista)
- 『ドクター・イズ・イン』 - The Doctor Is in (1977年、Arista)
- 『ア・リトル・キッス・イン・ザ・ナイト』（『長過ぎた夜』） - A Little Kiss in the Night (1978年、Arista)
- 『ライヴ・アット・モントルー』 - Live at Montreux (1978年、Arista)
- 『ザ・キャット・アンド・ザ・ハット』（『グルーヴィなジャズメンとあの帽子』） - The Cat and the Hat (1979年、Horizon/A&M)
- 『ニュー・ウェイブ・ビバップ』 - New Wave Bebop (1981年、Baybridge)
- 『オールド・ソングス・フォー・ザ・ニュー・ディプレッション』 - Old Songs for the New Depression (1982年、Antilles)
- 『バップ・シティ』 - Bop City (1983年1月1日、テイチク)
- 『ゲット・トゥ・ザ・ポイント』 - Get to the Point (1988年8月1日、ポリスター)
- On the Cool Side (1985年、Magenta/Windham Hill)
- On the Live Side (1986年、Magenta/Windham Hill)
- Too Hot to Touch (1988年、Windham Hill)
- 『ハヴ・ユー・メット…バルセロナ?』 - Have You Met... Barcelona? (1989年、Orange Blue / 2003年6月11日、ソニー・ミュージック)
- 『クール・パラダイス』 - Cool Paradise (1990年、Go Jazz)
- 『ライフ・イズ・ア・レッスン』 - Life's a Lesson (1993年10月25日、ポリスター)
- 『ミスター・ピーズ・シャッフル』 - Mr. P's Shuffle (1995年、Go Jazz)
- Live at the Celebrity Lounge (1997年、Go Jazz)
- The Concert for Garcia Lorca (1998年、Go Jazz)
- Walk Pretty: The Songs of Alec Wilder (2002年、Go Jazz) ※ベン・シドラン / ボブ・ロックウェル・カルテット名義
- 『ニックス・バンプ』 - Nick's Bump (2005年1月25日、ソニー・ミュージック)
- 『バンピン・アット・ザ・サンサイド!』 - Bumpin' at the Sunside (2005年、Nardis)
- 『シエン・ノーチェス』 - Cien Noches (2008年、Nardis)
- Dylan Different (2009年、Nardis)
- 『ドント・クライ・フォー・ノー・ヒップスタ』 - Don't Cry For No Hipster (2012年、Nardis)
- Blue Camus (2014年、Nardis)
- Picture Him Happy (2017年、Nardis)
- Swing State (2022年、Nardis)

## 著作
- 『トミー・リピューマのバラード ジャズの粋を極めたプロデューサーの物語』（吉成伸幸/アンジェロ訳、シンコー・ミュージック 2021年）[10]